# Nabożeństwo pierwszych sobót

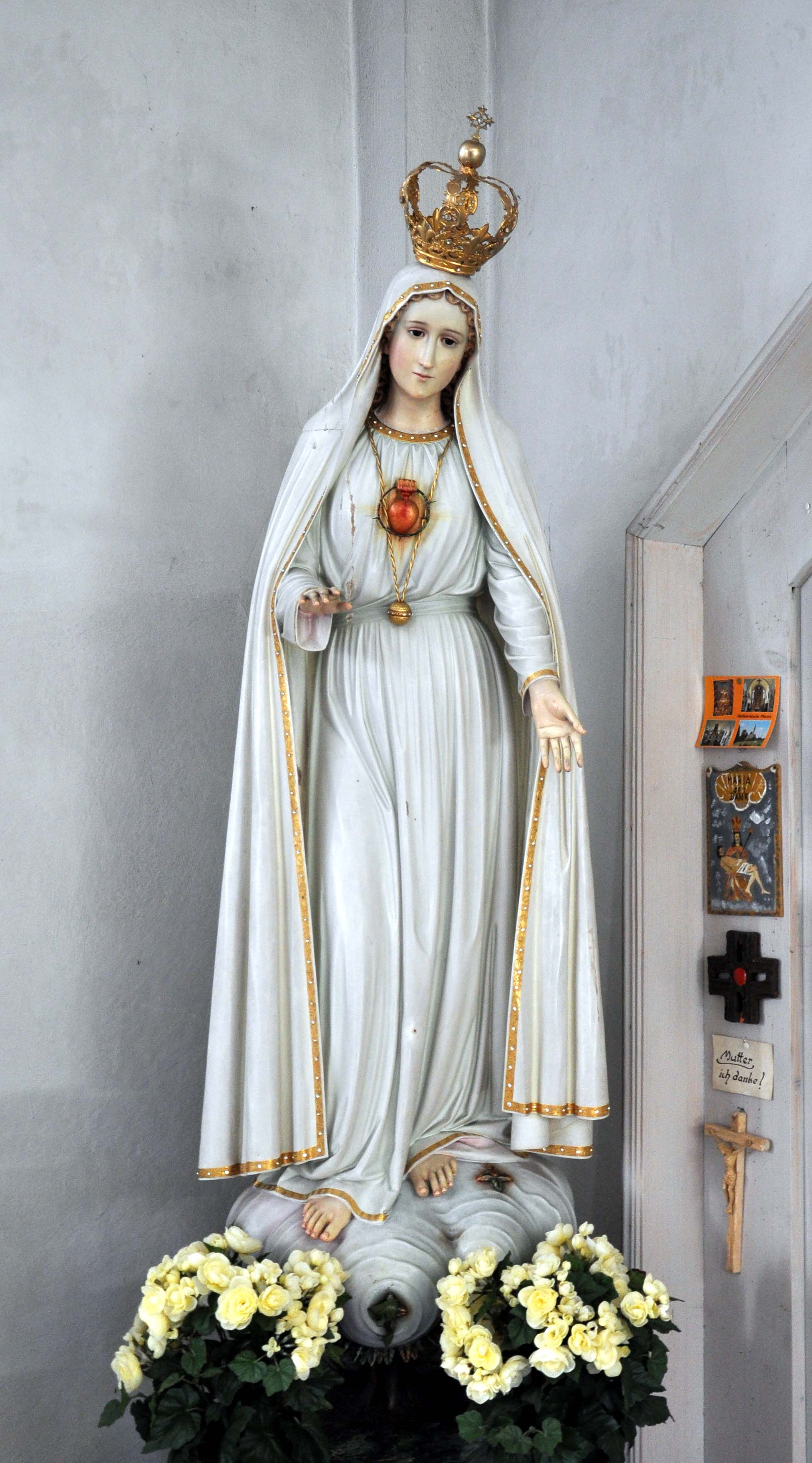
Statua Maryi z sanktuarium Naszej Pani z Fatimy w Niemczech.

Nabożeństwo pierwszych sobót – nabożeństwo wynagradzające w Kościele katolickim. Stanowi część orędzia objawień fatimskich.

## Treść objawienia
10 grudnia 1925 siostra Łucja otrzymała objawienie od dzieciątka Jezus, trzymanego przez Maryję i odsłaniającej serce oplecione cierniowym wieńcem:

Miej współczucie z Sercem Twej Najświętszej Matki, otoczonym cierniami, którymi niewdzięczni ludzie je wciąż na nowo ranią, a nie ma nikogo, kto by przez akt wynagrodzenia te ciernie powyciągał.

Po czym Maryja dodała:

Córko moja, spójrz, Serce moje otoczone cierniami, którymi niewdzięczni ludzie przez bluźnierstwa i niewdzięczność stale ranią. Przynajmniej ty staraj się nieść mi radość i oznajmij w moim imieniu, że przybędę w godzinie śmierci z łaskami potrzebnymi do zbawienia do tych  wszystkich, którzy przez pięć miesięcy w pierwsze soboty odprawią spowiedź, przyjmą Komunię Świętą, odmówią Różaniec, i przez piętnaście minut rozmyślania nad piętnastu tajemnicami różańcowymi towarzyszyć mi będą  w intencji zadośćuczynienia.

Dalej Jezus tłumaczył jakie to są zniewagi, za które należy zadość uczynić:

Córko moja, chodzi o pięć rodzajów zniewag, którymi obraża się Niepokalane Serce Maryi:
1. obelgi przeciw Niepokalanemu Poczęciu,
2. przeciw Jej Dziewictwu,
3. przeciw Jej Bożemu Macierzyństwu,
4. obelgi, przez które usiłuje się wpoić w serca dzieci obojętność, wzgardę, a nawet nienawiść wobec nieskalanej Matki,
5. bluźnierstwa, które znieważają Maryję w Jej świętych wizerunkach.

## Zasady odprawiania nabożeństwa
1. Spowiedź w pierwszą sobotę miesiąca. Zalecane, aby spowiedź odbyła się w pierwszą sobotę, nie jest to jednak warunek konieczny. Należy być jedynie w stanie łaski uświęcającej, przyjmując Komunię Świętą.
2. Komunia Święta w pierwszą sobotę miesiąca.
3. Odmówienie różańca wynagradzającego w pierwszą sobotę miesiąca. Wystarczy odmówić jedną część Różańca (5 tajemnic). 
Zaleca się odmawianie specjalnego Różańca. Po każdym Zdrowaś Mario dodaje się odpowiednie wezwanie (inne w każdej z pięciu tajemnic):
  1. Prosimy: Zachowaj i pomnażaj w nas wiarę w Twoje Niepokalane Poczęcie!
  2. Prosimy: Zachowaj i pomnażaj w nas wiarę w Twoje nieprzerwane Dziewictwo!
  3. Prosimy: Zachowaj i pomnażaj w nas wiarę w Twoją rzeczywistą godność Matki Bożej!
  4. Prosimy: Zachowaj i pomnażaj w nas cześć i miłość do Twoich wizerunków!
  5. Prosimy: Rozpromień we wszystkich sercach żar miłości i doskonałego nabożeństwa do Ciebie!
4. Piętnastominutowe rozmyślania nad piętnastoma tajemnicami różańcowymi w pierwszą sobotę miesiąca. Jest to najbardziej istotny składnik nabożeństwa[1].